# گورستان سراب هرسین
قبرستان سراب هرسین مربوط به دوره قاجار است و در هرسین، خیابان شهید رجایی، کوچه حقیقی واقع شده و این اثر در تاریخ ۲۶ اسفند ۱۳۸۷ با شمارهٔ ثبت ۲۵۴۲۴ به‌عنوان یکی از آثار ملی ایران به ثبت رسیده است.